# Военно-учительский институт
Военно-учительский институт — учебное заведение системы начального образования в военных поселениях.
Институт был предназначен для подготовки учителей военных поселений. Первоначально он был учреждён в 1818 году в Санкт-Петербурге при военно-сиротском отделении. В институт были приглашены молодые учителя, воспитанники Санкт-Петербургского педагогического института, отправленные ещё в 1816 году в Швейцарию для изучения ланкастерской системы и метода И. Г. Песталоцци. Граф Е. К. Сиверс, возвратившись в Россию из Швейцарии, довёл свои наблюдения о народных школах до сведения Александра I, который поручил начальнику военных поселений графу А. А. Аракчееву создать образцовое училище по проекту, составленному Сиверсом. Для учреждения училища была создана 25 октября 1817 года Комиссия для составления учебных пособий кантонистам поселенных войск, которую возглавил Е. К. Сиверс.
Первоначально в Военно-учительский институт были направлены, по распоряжению Аракчеева, тридцать воспитанников: по пятнадцать человек, в возрасте от 16 до 18 лет включительно, — из новгородского и петербургского военно-сиротских отделений. Они были приняты в институт после предварительного испытания. Ланкастерская школа при институте была рассчитана на 100 малолетних кантонистов. Располагались они в доме, «доставшемся в казну от иезуитов, изгнанных из Петербурга в 1815 году, находившемся близ Казанского моста и Екатерининского канала».
Институт был закрытым военно-учебным заведением. Обучение в институте велось шестью учителями: Закон Божий преподавал А. И. Малов, русский язык по методу Песталоцци — И. Н. Лобойко, геометрию и черчение — К. Ф. Свенске, русскую географию — М. М. Тимаев, арифметику — Ф. И. Буссе; преподавалось также фехтование и пение, начала артиллерии и полевая фортификация. Инспектором классов был Н. И. Греч.
В сентябре 1821 года Александр I утвердил перевод Военно-учительского института из Санкт-Петербурга; в конце апреля 1822 года воспитанники отправились в Новгородскую губернию, в округ поселения Гренадерского графа Аракчеева полка.
В сентябре 1827 года Николай I возобновил институт, утвердив положение, по которому он должен был готовить кадры для различных типов военно-учебных заведений, а не только для школ в военных поселениях. Число учащихся возросло до шестидесяти. Изучавшиеся предметы: российская словесность; немецкая словесность; география; история всеобщая; История естественная; арифметика; алгебра; геометрия; высшая математика; физика; химия; механика; рисование; ситуация; архитектура; военно-уголовное право. Курс обучения составлял 4 года.
В 1832 году институт был закрыт; его помещение, средства и часть учеников перешли к учреждённой тогда же Аудиторской школе.